# Îlot de stabilité
L’îlot de stabilité est un ensemble hypothétique de nucléides transuraniens qui présenteraient une période radioactive très supérieure à celle des isotopes voisins. Ce concept est issu du modèle en couches du noyau atomique, dans lequel les nucléons sont vus comme des objets quantiques qui se répartissent dans le noyau en niveaux d'énergie de façon similaire aux électrons dans les atomes : lorsqu'un niveau d'énergie est saturé de nucléons, cela confère une stabilité particulière au noyau. Il existerait ainsi des « nombres magiques » de protons et de neutrons qui assureraient une grande stabilité aux noyaux qui en sont composés ; les noyaux ayant à la fois un « nombre magique » de protons et un « nombre magique » de neutrons sont dits « doublement magiques ».
L'îlot de stabilité serait essentiellement constitué de nucléides ayant un nombre magique de neutrons, voire qui seraient doublement magiques.
On remarque qu'il existe déjà un îlot de stabilité constitué par l'uranium 238, l'uranium 235 et le thorium 232, dont les demi-vies sont très supérieures à celles de tous les nucléides naturels ou artificiels qui les entourent.

## Période radioactive des nucléides superlourds connus
Tous les transuraniens sont radioactifs, et les nucléides les plus lourds actuellement connus présentent, au-delà de Z = 107 (bohrium 270), une période radioactive inférieure à 10 secondes :
| no  | Élément       | Isotope connu le plus stable | Période radioactive |
| --- | ------------- | ---------------------------- | ------------------- |
| 100 | Fermium       | 257Fm                        | 101 jours           |
| 101 | Mendélévium   | 258Md                        | 55 jours            |
| 102 | Nobélium      | 259No                        | 58 minutes          |
| 103 | Lawrencium    | 262Lr                        | 3,6 heures          |
| 104 | Rutherfordium | 267Rf                        | 1,3 heure           |
| 105 | Dubnium       | 268Db                        | 16 heures[2]        |
| 106 | Seaborgium    | 271Sg                        | 1,9 minute          |
| 107 | Bohrium       | 270Bh                        | 61 secondes         |
| 108 | Hassium       | 277Hs                        | 9,7 secondes        |
| 109 | Meitnerium    | 278Mt                        | 7,6 secondes        |
| 110 | Darmstadtium  | 281Ds                        | 11 secondes         |
| 111 | Roentgenium   | 280Rg                        | 3,6 secondes        |
| 112 | Copernicium   | 285Cn                        | 29 secondes         |
| 113 | Nihonium      | 284Nh                        | 0,49 seconde        |
| 114 | Flérovium     | 289Fl                        | 2,6 secondes        |
| 115 | Moscovium     | 288Mc                        | 88 ms               |
| 116 | Livermorium   | 293Lv                        | 61 ms               |
| 117 | Tennesse      | 294Ts                        | 77,9 ms             |
| 118 | Oganesson     | 294Og                        | 0,89 ms             |
La découverte de noyaux encore plus lourds ayant des périodes radioactives plus longues constituerait par conséquent un pas important dans la compréhension de la structure du noyau atomique.

## Modèle en couches et nombres magiques
Le modèle en couches du noyau atomique implique l'existence de « nombres magiques » par type de nucléons en raison d'une stratification des neutrons et des protons en niveaux d'énergie quantiques dans le noyau, à l'instar de ce qui se passe pour les électrons au niveau de l'atome. Dans ce modèle, les nombres magiques correspondent à la saturation d'une couche nucléaire par un type de nucléon, d'où une stabilité accrue de l'ensemble du noyau ; ces nombres sont : 2, 8, 20, 28, 50, 82, 126, 184.
Ce modèle en couches permet notamment de rendre compte des écarts d'énergie de liaison nucléaire constatés dans les atomes par rapport aux résultats fondés sur le modèle de la goutte liquide du noyau atomique et obtenus par la formule de Weizsäcker, ou encore d'expliquer pourquoi le technétium 43Tc ne possède aucun isotope stable.
Les résultats de ce modèle amènent à envisager un « îlot de stabilité » autour du noyau 310126, doublement magique avec 126 protons et 184 neutrons. C'est ainsi que les premiers termes de la famille des superactinides, et notamment la première moitié des éléments du bloc g (jusqu'à Z ≈ 130), auraient des isotopes sensiblement plus stables que les autres nucléides superlourds, avec des périodes radioactives supérieures à la seconde ; selon la théorie de champ moyen relativiste, la stabilité particulière de ces nucléides serait due à un effet quantique de couplage des mésons ω, l'un des neuf mésons dits « sans saveur ».

## Localisation de l'îlot de stabilité

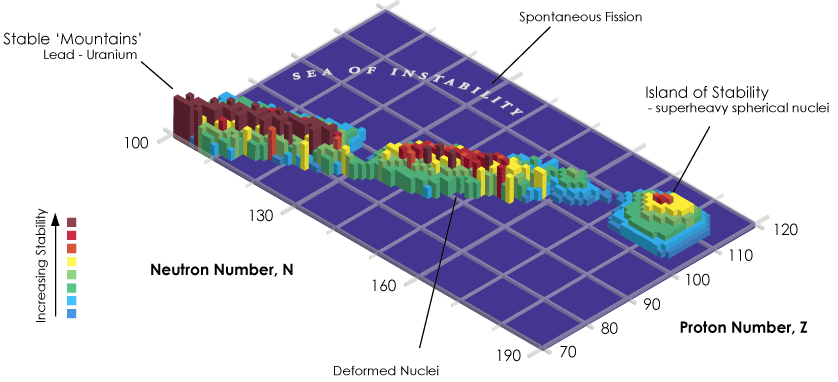

Les contours exacts de cet îlot de stabilité ne sont toutefois pas clairement établis, car les nombres magiques de protons semblent plus difficiles à préciser dans les noyaux riches en neutrons que dans les noyaux plus légers, de sorte que, selon les modèles, le nombre magique succédant à 82 (le plomb) serait à rechercher pour Z compris entre 114 et 126.
La théorie MM (pour Microscopic-Macroscopic) suggère de rechercher un îlot de stabilité concentré autour du flérovium 298, dont le noyau à 114 protons et 184 neutrons serait « doublement sphérique », à la suite du plomb 208 (82 protons, 126 neutrons), ce à quoi la théorie de champ moyen relativiste (RMF, pour Relativistic Mean-Field Theory) suggère plutôt un îlot de stabilité diffus autour des noyaux 304Ubn, 306Ubb ou 310Ubh selon les paramètres retenus.
Le tableau de nucléides ci-dessous illustre à quel point ces noyaux 298Fl, 304Ubn, 306Ubb et 310Ubh — représentés encadrés sur fond rouge et supposés être doublement sphériques ou doublement magiques selon les théories considérées — sont à l'écart des isotopes jusqu'à présent synthétisés, qui occupent une bande assez étroite s'arrêtant à l'oganesson 294 :
| Z → ↓ N | 112   | 113   | 114   | 115   | 116   | 117   | 118   | 119 | 120    | 121 | 122    | 123 | 124 | 125 | 126    | 127 |
| 170     | 282Cn | 283Nh |       |       |       |       |       |     |        |     |        |     |     |     |        |     |
| 171     | 283Cn | 284Nh | 285Fl |       |       |       |       |     |        |     |        |     |     |     |        |     |
| 172     | 284Cn | 285Nh | 286Fl | 287Mc |       |       |       |     |        |     |        |     |     |     |        |     |
| 173     | 285Cn | 286Nh | 287Fl | 288Mc | 289Lv |       |       |     |        |     |        |     |     |     |        |     |
| 174     | 286Cn | 287Nh | 288Fl | 289Mc | 290Lv |       |       |     |        |     |        |     |     |     |        |     |
| 175     |       |       | 289Fl | 290Mc | 291Lv |       |       |     |        |     |        |     |     |     |        |     |
| 176     |       |       | 290Fl | 291Mc | 292Lv | 293Ts | 294Og |     |        |     |        |     |     |     |        |     |
| 177     |       |       |       |       | 293Lv | 294Ts |       |     |        |     |        |     |     |     |        |     |
| 178     |       |       | 292Fl |       |       |       |       |     |        |     |        |     |     |     |        |     |
| 179     |       |       |       |       |       |       |       |     |        |     |        |     |     |     |        |     |
| 180     |       |       |       |       |       |       |       |     |        |     |        |     |     |     |        |     |
| 181     |       |       |       |       |       |       |       |     |        |     |        |     |     |     |        |     |
| 182     |       |       |       |       |       |       |       |     |        |     |        |     |     |     |        |     |
| 183     |       |       |       |       |       |       |       |     |        |     |        |     |     |     |        |     |
| 184     |       |       | 298Fl |       |       |       |       |     | 304Ubn |     | 306Ubb |     |     |     | 310Ubh |     |
| 185     |       |       |       |       |       |       |       |     |        |     |        |     |     |     |        |     |

Outre les sensibilités extrêmes qu'il faudrait être en mesure d'atteindre (de l'ordre du femtobarn, alors qu'on est aujourd'hui plutôt au niveau du picobarn), toute la difficulté à produire des noyaux situés dans l'îlot de stabilité visé réside précisément dans le fait qu'il faudrait disposer de quantités importantes d'atomes plus légers très riches en neutrons, en tout cas plus riches que ceux qui sont susceptibles d'être manipulés en laboratoire dans des expériences de fusion nucléaire aussi pointues que celles qui seraient nécessaires pour réaliser ce type d'expérience. Cette remarque est bien entendu de moins en moins vraie à mesure qu'on vise des atomes au numéro atomique de plus en plus élevé : du point de vue du rapport neutrons/protons, le noyau 298114 devrait être plus difficile à produire que le noyau 310126, lequel devrait requérir en revanche une sensibilité bien supérieure pour être détecté.
Ces démarches reposant sur les nombres magiques sont néanmoins quelque peu dépassées, car des calculs fondés sur l'effet tunnel montrent que, si de tels noyaux doublement magiques seraient probablement stables du point de vue de la fission spontanée, ils devraient cependant subir des désintégrations α avec une période radioactive de quelques microsecondes,,. En revanche, le darmstadtium 293 pourrait au contraire être près du centre d'un îlot de relative stabilité défini par Z compris entre 104 et 116, et N compris entre 176 et 186.

## Durée de vie de ces éléments
Les articles grand public évoquent souvent des périodes se chiffrant en années pour cet îlot de stabilité, mais l'ordre de grandeur pour des noyaux comportant plus d'une centaine de protons ne dépasse actuellement pas 16 heures pour le dubnium 268, qui compte 105 protons et 163 neutrons ; l'isotope le plus stable du flérovium qui ait été produit à ce jour, le flérovium 289, n'aurait qu'une période radioactive que de 2,6 secondes, avec 114 protons et 175 neutrons, tandis que le livermorium 293 n'aurait une demi-vie que de 61 millisecondes.
Par conséquent, on ne s'attend pas à découvrir de nouveaux nucléides dont la période radioactive excéderait quelques minutes.[réf. souhaitée]
La densité de l'astéroïde 33 Polyhymnie pourrait suggérer que des éléments super-lourds inconnus existent naturellement ,